# اضمحلال الجسيمات
اضمحلال الجسيمات هي عملية تلقائية تحدث في الجسيمات الأولية فتتحول إلى جسيمات أولية أخرى متوسطة وذات كتلة أقل ،حيث ينتج من انحلال ميون إلى جسيمات أولية تسمى البوزونات.ونلاحظ أن عملية الانحلال لاتتوقف عندما تكون الجسيمات الناتجة غير مستقرة.
فتتحول النواة الذرية إلى نواة أخرى صغيرة غير المستقرة عن طريق انبعاث الجسيمات أو الإشعاع (النشاط الإشعاعي)
{\displaystyle c=\hbar =1.\,}
ملاحظة :تستخدم الوحدة الطبيعية للجسيمات

## احتمال البقاء
يقصد به عمر الجسيمات ويرمز له بالرمز τوبالتالي فإن احتمال بقاء الجسيمات أكبرمن وزمن بقائها قبل الاضمحلال t ، يعطى بالعلاقة :
{\displaystyle P(t)=e^{-t/(\gamma \tau )}\,}
عندما
{\displaystyle \gamma ={\frac {1}{\sqrt {1-v^{2}/c^{2}}}}}
عامل لورنتز للجسيمات

## معدل الانحلال
تعطى نسبة انحلال الجسيمات للكتلة M بالصيغة العامة
{\displaystyle d\Gamma _{n}={\frac {(2\pi )^{4}}{2M}}\left|{\mathcal {M}}\right|^{2}d\Phi _{n}(P;p_{1},p_{2},\dots ,p_{n})\,}
عندما
N عدد الجسيمات المتكونة من انحلال النواة الأم

M عنصر ثابت للمصفوفة يربط المستوى الأولى والمستوى الأخير

dΦn طور العنصر في الفضاء

Pi الزخم الرباعي للجسيم

ويحدد طور العنصر في الفضاء بالعلاقة
{\displaystyle d\Phi _{n}(P;p_{1},p_{2},\dots ,p_{n})=\delta ^{4}(P-\sum _{i=1}^{n}p_{i})\left(\prod _{i=1}^{n}{\frac {d^{3}{\vec {p}}_{i}}{(2\pi )^{3}2E_{i}}}\right)\,}

عندما4 δ الأبعاد الأربعة لدالة دلتا ديراك (Dirac delta function)
 الكتلة المعقدة
كتلة الجسيمات غير المستقرة تسمى بالكتلة المعقدة ،فالجزء الحقيقي هو الكتلة المعتادة والجزء التخيلي هو نسبة الانحلال في الوحدة الطبيعية

,عندما يكون الجزء التخيلي أكبر من الجزء الحقيقي يكون رنين الجسيمات أكثر من الجسيمات نفسها ،

ويرجع ذلك في نظرية الكم عندما لايكون هناك طاقة كافية لتبادل الكتلة M بين أي جسيمين ، يكون للنظام 1/M إذا كان زمن الانتقال للجسيم قصير بما فيه الكفاية وفقا لمبدأ عدم اليقين.

كتلة الجسيمات M+п يمكن للجسيم الانتقال خلال فترة 1/M ولكن بعد الزمن п عندما يكون п >M الجسيمات تنحل قبل أنتقالها
الانحلال إلى 3-جسيمات
{\displaystyle d\Phi _{3}={\frac {1}{(2\pi )^{9}}}\delta ^{4}(P-p_{1}-p_{2}-p_{3}){\frac {d^{3}{\vec {p}}_{1}}{2E_{1}}}{\frac {d^{3}{\vec {p}}_{2}}{2E_{2}}}{\frac {d^{3}{\vec {p}}_{3}}{2E_{3}}}\,}
على سبيل المثال ،طور العنصر في الفضاء لجسيم منحل إلى ثلاث جسيمات

## الزخم الرباعي
الزخم الرباعي لجسيم تعرف أيضا بالخواص الثابتة للكتلة ,
مربع الزخم الرباعي لجسيم هو الفرق بين مربع الطاقة ومربع الزخم الزاوي
{\displaystyle p^{2}=E^{2}-({\vec {p}})^{2}=m^{2}\quad \quad \quad \quad (1)\,}
ومربع الزخم الرباعي لجسمين
{\displaystyle p^{2}=\left(p_{1}+p_{2}\right)^{2}=p_{1}^{2}+p_{2}^{2}+2p_{1}p_{2}=m_{1}^{2}+m_{2}^{2}+2(E_{1}E_{2}-{\vec {p}}_{1}\cdot {\vec {p}}_{2})\,}
 مبدأ حفظ الزخم الرباعي
الزخم الرباعي يجب أن يكون محفوظا في عملية الانحلال وكذلك في عملية تفاعل الجسيمات
{\displaystyle p_{\mathrm {initial} }=p_{\mathrm {final} }.\,}

الانحلال إلى جسيمين
عند انحلال الجسيم الأصلي للكتلة M إلى جسيمين (الجسيم 1والجسيم 2)فإن مبدأحفظ الزخم الرابع يكون
{\displaystyle p_{M}=p_{1}+p_{2}.\,}
وبإعادة الترتيب
{\displaystyle p_{M}-p_{1}=p_{2}\,}
بالتربيع
{\displaystyle p_{M}^{2}+p_{1}^{2}-2p_{M}p_{1}=p_{2}^{2}.\,}
وباستخدام تعريف الزخم الرابع (1)
{\displaystyle M^{2}+m_{1}^{2}-2\left(E_{M}E_{1}-{\vec {p}}_{M}\cdot {\vec {p}}_{1}\right)=m_{2}^{2}.\quad \quad \quad \quad (2)\,}

وبإدخال الزخم والطاقة للجسيم الأصلي
- {\displaystyle {\vec {p}}_{M}=0\,}
- {\displaystyle E_{M}=M\,}

في المعادلة 2
{\displaystyle M^{2}+m_{1}^{2}-2ME_{1}=m_{2}^{2}.\,}
حصلنا على صيغة تعطي الطاقة للجسيم الأول
{\displaystyle E_{1}={\frac {M^{2}+m_{1}^{2}-m_{2}^{2}}{2M}}.\quad \quad \quad \quad (3)\,}
وبالمثل تكون طاقة الجسيم الثاني
{\displaystyle E_{2}={\frac {M^{2}+m_{2}^{2}-m_{1}^{2}}{2M}}.\,}
فيكون الزخم
{\displaystyle |{\vec {p}}_{1}|=|{\vec {p}}_{2}|={\frac {\sqrt {\left[M^{2}-\left(m_{1}+m_{2}\right)^{2}\right]\left[M^{2}-\left(m_{1}-m_{2}\right)^{2}\right]}}{2M}}.\,}
بإدخال {\displaystyle E_{1}^{2}=m_{1}^{2}+{\vec {p}}_{1}^{2}\,} في المعادلة 3
{\displaystyle {\vec {p_{1}}}^{2}={\frac {(M^{2}+m_{1}^{2}-m_{2}^{2})^{2}-4m_{1}^{2}M^{2}}{4M^{2}}}\,}
{\displaystyle {\vec {p_{1}}}^{2}={\frac {M^{4}+m_{1}^{4}+m_{2}^{4}-2m_{1}^{2}M^{2}-2m_{2}^{2}M^{2}-2m_{1}^{2}m_{2}^{2}}{4M^{2}}}\,}
{\displaystyle {\vec {p_{1}}}^{2}={\frac {M^{4}-M^{2}(m_{1}+m_{2})^{2}-M^{2}(m_{1}-m_{2})^{2}+(m_{1}^{2}-m_{2}^{2})^{2}}{4M^{2}}}\,}
{\displaystyle {\vec {p_{1}}}^{2}={\frac {M^{2}\left[M^{2}-(m_{1}-m_{2})^{2}\right]-(m_{1}+m_{2})^{2}\left[M^{2}-(m_{1}-m_{2})^{2}\right]}{4M^{2}}}\,}
{\displaystyle |{\vec {p}}_{1}|={\frac {\sqrt {\left[M^{2}-\left(m_{1}+m_{2}\right)^{2}\right]\left[M^{2}-\left(m_{1}-m_{2}\right)^{2}\right]}}{2M}}.\,}
وهذا هو الاشتقاق القياسي لـ {\displaystyle |{\vec {p}}_{2}|\,}

## اضمحلال جسيمين
زاوية الجسيمات المنبعثة
{\displaystyle \tan {\theta '}={\frac {\sin {\theta }}{\gamma \left(\beta /\beta '+\cos {\theta }\right)}}}
معدل الانحلال
{\displaystyle |{\vec {p}}_{1}|=|{\vec {p_{2}}}|={\frac {[(M^{2}-(m_{1}+m_{2})^{2})(M^{2}-(m_{1}-m_{2})^{2})]^{1/2}}{2M}}.\,}
يكون في الإحداثيات الكروية
{\displaystyle d^{3}{\vec {p}}=|p|^{2}\,dpd\Omega =p^{2}\,d\phi \,d\left(\cos \theta \right).\,}
معدل انحلال الجسيم الأصلي 

{\displaystyle d\Gamma ={\frac {1}{32\pi ^{2}}}\left|{\mathcal {M}}\right|^{2}{\frac {|{\vec {p}}_{1}|}{M^{2}}}\,d\phi _{1}\,d\left(\cos \theta _{1}\right).\,}

## جدول للعمر الزمني للجسيمات
جميع البيانات معطاة من مجموعة بيانات الجسيمات 
.
| النوع  | الاسم                   | الرمز                                   | كتلة (إلكترون فولت/c2) | العمر الزمني الرئيسي                                     |
| ------ | ----------------------- | --------------------------------------- | ---------------------- | -------------------------------------------------------- |
| ليبتون | الكترون / بوزيترون      | {\displaystyle e^{-}\,/\,e^{+}}         | 0.511                  | {\displaystyle >4.6\times 10^{26}\ \mathrm {years} \,}   |
| ليبتون | ميون / مضاد ميون        | {\displaystyle \mu ^{-}\,/\,\mu ^{+}}   | 105.6                  | {\displaystyle 2.2\times 10^{-6}\ \mathrm {seconds} \,}  |
| ليبتون | تاو ليبتون / مضاد التاو | {\displaystyle \tau ^{-}\,/\,\tau ^{+}} | 1777                   | {\displaystyle 2.9\times 10^{-13}\ \mathrm {seconds} \,} |
| ميزون  | بيون محايد              | {\displaystyle \pi ^{0}\,}              | 135                    | {\displaystyle 8.4\times 10^{-17}\ \mathrm {seconds} \,} |
| ميزون  | بيون مشحون              | {\displaystyle \pi ^{+}\,/\,\pi ^{-}}   | 139.6                  | {\displaystyle 2.6\times 10^{-8}\ \mathrm {seconds} \,}  |
| باريون | بروتون / مضاد بروتون    | {\displaystyle p^{+}\,/\,p^{-}}         | 938.2                  | {\displaystyle >10^{29}\ \mathrm {years} \,}             |
| باريون | نيوترون / مضاد نيوترون  | {\displaystyle n\,/\,{\bar {n}}}        | 939.6                  | {\displaystyle 885.7\ \mathrm {seconds} \,}              |
| بوزون  | W boson                 | {\displaystyle W^{+}\,/\,W^{-}}         | 80,400                 | {\displaystyle 10^{-25}\ \mathrm {seconds} \,}           |
| بوزون  | Z boson                 | {\displaystyle Z^{0}\,}                 | 91,000                 | {\displaystyle 10^{-25}\ \mathrm {seconds} \,}           |

## احتمالات النجاة
يسمى العمر الزمني الرئيسي للجسيم {\displaystyle \tau }، وبالتالي فإن احتمال أن الجسيم يبقى لفترة أطول من t قبل التحلل تكون معطاة بالعلاقة:
{\displaystyle P(t)=e^{-t/(\gamma \tau )}\,}
حيث
{\displaystyle \gamma ={\frac {1}{\sqrt {1-v^{2}/c^{2}}}}} هو عامل لورنتز للجسيم.

## معدل الإضمحلال
يكون معدل الإضمحلال لجسيم كتلته M معطاة في المعادلة العامة
{\displaystyle d\Gamma _{n}={\frac {(2\pi )^{4}}{2M}}\left|{\mathcal {M}}\right|^{2}d\Phi _{n}(P;p_{1},p_{2},\dots ,p_{n})\,}
حيث
n هو عدد الجسيمات الناشئة من إضمحلال الأصل,
{\displaystyle {\mathcal {M}}\,} هو عنصر المصفوفة الثابت الذي يربط الحالة الأولية بالنهائية,
{\displaystyle d\Phi _{n}\,} هو عنصر فضاء المرحلة, و
{\displaystyle p_{i}\,} زخم الحركة الرابع i.
يمكن تحديد فضاء المرحلة من
{\displaystyle d\Phi _{n}(P;p_{1},p_{2},\dots ,p_{n})=\delta ^{4}(P-\sum _{i=1}^{n}p_{i})\left(\prod _{i=1}^{n}{\frac {d^{3}{\vec {p}}_{i}}{(2\pi )^{3}2E_{i}}}\right)\,}
حيث
{\displaystyle \delta ^{4}\,} هي دالة دلتا ديراك رباعية الأبعاد.

### كتلة مركبة
تأخذ كتلة الجسيم غير المستقر شكل عدد مركب حيث كتلة الجزء الحقيقي تكون بشكلها المعتاد، بينما يكون معدل الانحلال في جزءها الوهمي بوحدات طبيعية. فعندما يكون الجزء الوهمي كبير مقارنة مع الجزء الحقيقي، سيكون التفكير بأنها رنين أكثر منها جسيمات. وهذا بسبب أن في نظرية الحقل الكمومي يكون جسيم الكتلة M (عدد حقيقي) يتم تبادله بالغالب بين جسيمين من الجزيئات الأخرى عندما لا يكون هناك ما يكفي من الطاقة لإنشائه، فإن كان الزمن اللازم للانتقال بين تلك الجسيمات قصير بما فيه الكفاية، لترتيب M\1 حسب مبدأ الريبة. لجسيم الكتلة {\displaystyle M+i\Gamma } فإن الجسيم يمكنه التنقل بزمن M\1، ولكنه يتحلل بعد زمن من {\displaystyle 1/\Gamma }. فإذا {\displaystyle \Gamma >M} فإن الجسيم سيتحلل قبل أن ينهي الرحلة.

### تحلل الجسيم إلى 3
كمثال على ذلك، فإن عنصر فضاء الطور لجسيم يتحلل إلى ثلاث هو
{\displaystyle d\Phi _{3}={\frac {1}{(2\pi )^{9}}}\delta ^{4}(P-p_{1}-p_{2}-p_{3}){\frac {d^{3}{\vec {p}}_{1}}{2E_{1}}}{\frac {d^{3}{\vec {p}}_{2}}{2E_{2}}}{\frac {d^{3}{\vec {p}}_{3}}{2E_{3}}}\,}

## كمية حركة رباعية
تعرف كمية رباعية لجسيم أيضا باسم كتلة ساكنة.